# Alojz Rebula
Alojz Rebula (San Pelagio, 21 luglio 1924 – Topolšica, 23 ottobre 2018) è stato uno scrittore e traduttore italiano di nazionalità slovena.

## Biografia
Alojz Rebula nacque il 21 luglio 1924 a San Pelagio in provincia di Trieste da genitori sloveni. Nel 1949 si laureò in filologia classica presso l'Università di Lubiana in Slovenia. Fu professore di latino e greco antico nelle scuole superiori con lingua di insegnamento slovena di Trieste. Visse e lavorò dividendosi tra Opicina e Loka pri Zidanem Mostu nella Bassa Stiria insieme alla moglie Zora Tavčar, anch'essa scrittrice e traduttrice slovena, dalla quale ebbe tre figlie (la maggiore è la scrittrice e poetessa Alenka Rebula, la minore la scrittrice e pittrice Marjanka Rebula).
Rebula è ritenuto uno dei più importanti intellettuali cattolici sloveni del dopoguerra. Oltre alla sua opera letteraria riscuotono un ampio eco i suoi interventi nella pubblicistica, in particolar modo gli articoli d'opinione nel settimanale cattolico di Lubiana, Družina (Famiglia).
Rebula fu amico del celebre poeta sloveno Edvard Kocbek. Nel 1975, pubblicò a Trieste, assieme allo scrittore Boris Pahor, il libro-intervista Edvard Kocbek - testimone del nostro tempo (Edvard Kocbek - pričevalec našega časa), nella quale Kocbek condannò le esecuzioni dei prigionieri di guerra collaborazionisti dopo la seconda guerra mondiale. Il libro provocò una durissima reazione del regime comunista iugoslavo.
Scrisse numerosi romanzi, racconti e opere teatrali, tradotti in varie lingue. Sono stati inoltre pubblicati i suoi diari.

## Opere

### Romanzi
- Nokturno za Primorsko (2004)
- Jutranjice za Slovenijo (2000)
- Cesta s cipreso in zvezdo (1998)
- Duh velikih jezer (1997)
- Maranathà ali leto 999 (1996) (ed. tedesca 1998)
- Kačja roža (1994)
- Jutri čez Jordan (1988) (ed. francese 1997)
- Zeleno izgnanstvo (1981)
- Snegovi Edena (1977)
- Divji golob (1972)
- V sibilinem vetru (1968)
- Senčni ples (1960) (ed. serbocroata 1981)
- Klic v Sredozemlje (1957)
- Vinograd rimske cesarice (1956)
- Devinski sholar (1954)

### Opere teatrali
- Operacija Timava (1993)
- Savlov demon - šest iger z religiozno tematiko (1985)
- Hribi, pokrijte nas! (1983)

### Saggi
- Smer Nova zemlja
- Ob slovenskem poldnevniku (1995)

### Diari
- Iz partiture življenja. Dnevnik 1977-1981 (2002)
- Gorje zelenemu drevesu
- Oblaki Michigana
- Vrt bogov
- Koraki apostolskih sandal
- Previsna leta
- Ko proti jutru gre

### Altre opere
- Arhipel (2002)
- Intervjuji o prihajajočem (2002)
- Pastir prihodnosti (1999)
- Pričevalci vstajenja (1999) (ed. inglese 1999)
- Severni križ (1994)

### Opere tradotte in italiano
- Nel vento della Sibilla (1992), Editoriale Stampa Triestina, Trieste (trad. Diomira Fabjan Bajc)
- La peonia del Carso (2005), Consorzio culturale del Monfalconese, Ronchi dei Legionari (trad. Alessandra Foraus)
- Lettera a Caterina da Siena (2010) in Aeolo V, Felici Editore, Pisa (trad. Primož Sturman)
- Notturno sull'Isonzo (2011), Edizioni San Paolo, Cinisello B. (trad. Martina Clerici)
- La vigna dell'imperatrice romana (2011), Edizioni Mladika, Trieste (a cura di Marija Pirjevec; trad. Martina Clerici)
- Destinazione Nuova terra (2012), Edizioni San Paolo, Cinisello B.
- Da Nicea a Trieste. Saggi, riflessioni, commenti (2012), Edizioni San Paolo, Cinisello B.

## Riconoscimenti

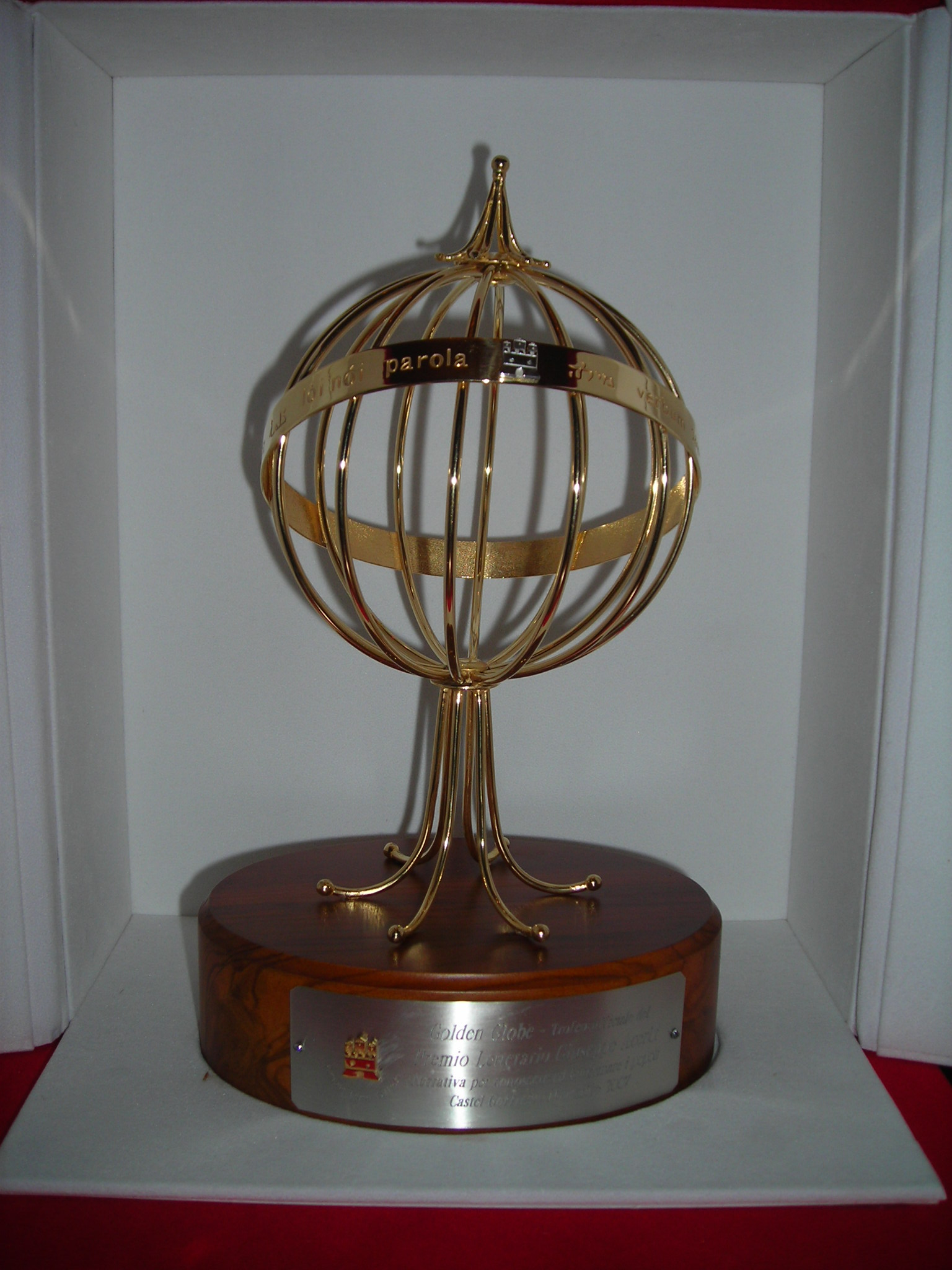
Premio letterario Giuseppe Acerbi.

- 1995 Premio Prešeren (Prešernova nagrada) per l'opera omnia (massimo riconoscimento culturale sloveno)
- 1997 Premio letterario Giuseppe Acerbi per il romanzo Nel vento della Sibilla
- 2005 Premio letterario Kresnik (Kresnikova nagrada) per il miglior romanzo sloveno dell'anno per la sua opera Nokturno za Primorsko, tradotta in italiano con il titolo Notturno sull'Isonzo
- 2012 Grande Ufficiale dell'Ordine al merito della Repubblica italiana
- 2012 Premio Mario Rigoni Stern per Notturno sull'Isonzo[1]